# Tebenna inspirata
Tebenna inspirata là một loài bướm đêm thuộc họ Choreutidae. Loài này có ở Nigeria.